# لويس فيوريني
لويس فيوريني (بالإنجليزية: Lewis Fiorini)‏ (مواليد 17 مايو 2002) هو لاعب كرة قدم محترف يلعب حاليًا كلاعب خط وسط لبلاكبول، على سبيل الإعارة من مانشستر سيتي. ولد فيوريني في إنجلترا ومن أصل إيطالي، ويمثل إسكتلندا على المستوى الدولي للشباب.